# Napasoq
Napasoq (ortografia antiga: Napassoq ou Napâssoq) é um assentamento no município de Qeqqata. Situa-se no sudoeste da Gronelândia, numa pequena ilha banhada pelo Estreito de Davis, Oceano Ártico. Em 2010 tinha 85 habitantes.

## População
Napasoq é o menor assentamento no município de Qeqqata. Sua população diminuiu mais de metade em relação a 1990 e quase 16% em relação a 2000.